# Jan Kidawa-Błoński
Jan Kidawa-Błoński (sinh ngày 12 tháng 2 năm 1953 tại Chorzów) là một đạo diễn điện ảnh, nhà sản xuất phim và nhà biên kịch người Ba Lan.

## Tiểu sử
Ban đầu, Jan Kidawa-Błoński theo học kiến trúc tại Đại học Công nghệ Silesian. Năm 1980, ông tốt nghiệp chuyên ngành làm phim tại Trường Điện ảnh Quốc gia ở Łódź.
Phim đầu tay của Jan Kidawa-Błoński là Trzy stopy nad ziemią ("Three Feet Above the Ground"). Nhờ phim này, ông được nhận Giải thưởng Złote Grono tại Liên hoan phim Łagów. Trong giai đoạn 1982-1991, Jan Kidawa-Błoński làm một thành viên của Xưởng phim Silesia. Từ năm 1990 đến năm 1994, ông lãnh đạo Hiệp hội các nhà làm phim Ba Lan. Trong các năm 1997-2001, ông là thành viên trong ban lãnh đạo của Hiệp hội các nhà sản xuất phim truyền hình và phim điện ảnh độc lập. Năm 2010, Jan Kidawa-Błoński được nhận Giải Sư tử vàng tại Liên hoan phim Gdynia lần thứ 35 nhờ phim Little Rose. Ông nhận Huy chương bạc Huy chương Công trạng về văn hóa - Gloria Artis vào năm 2014.
Jan Kidawa-Błoński kết hôn với chính trị gia  Małgorzata Kidawa-Błońska (nhũ danh Grabska). Họ có một con trai vào tháng 1 năm 2010. Trong các năm 2010 và 2015, ông chính thức ủng hộ Bronisław Komorowski trong chiến dịch bầu cử tổng thống.

## Thành tích nghệ thuật
- Gwiazdy, (2017)
- W ukryciu, (2013)
- Ja to mam szczęście, sê-ri phim truyền hình, (2012)
- Różyczka (Little Rose), (2010)
- Rajskie klimaty, sê-ri phim truyền hình, (2009)
- Warto kochać, sê-ri phim truyền hình, (2006)
- Wiedźmy, sê-ri phim truyền hình, (2005)
- Skazany na bluesa, (Destined for Blues), (2005)
- Az Utolso Blues, nhà sản xuất, (2001)
- A mi Szerelmunk, nhà sản xuất, (1999)
- Wirus, (1996)
- Pamiętnik znaleziony w garbie, (1992)
- Męskie sprawy, (1988)
- Trzy stopy nad ziemią, (1984)